# GRPC
gRPC (gRPC Remote Procedure Calls) ist ein von Google entwickeltes, auf dem RPC-Protokoll basierendes Framework zum Aufruf von Funktionen in verteilten Computersystemen. Es basiert auf dem Standard HTTP/2 und Protocol Buffers. gRPC wird von der Cloud Native Computing Foundation als „incubating project“ bewertet.

## Funktionsweise

### IDL
Mittels einer Schnittstellenbeschreibungssprache (IDL) wird die Schnittstelle unabhängig von einer konkreten Programmiersprache spezifiziert.
```
message HelloRequest {
  string greeting = 1;
}

message HelloResponse {
  string reply = 1;
}

service HelloService {
  rpc SayHello(HelloRequest) returns
  (HelloResponse);
}

```

Mittels des Protocol-Buffer-Compilers 'protoc' (und eines Plugins für gRPC) kann aus dieser Beschreibung Server- und Client-Code, sogenannte Stubs, generiert werden.
Auf der Serverseite wird der Stub üblicherweise durch Vererbung mit der eigentlichen Geschäftslogik ausgestattet. Auf Client-Seite bewirkt der Stub in Verbindung mit einem Transport (der mit dem Server verbunden ist) Aufrufe an den Server.

### Unterstützte Programmiersprachen
C, C++, C#, Dart, Go, Java, Kotlin, Node.js, Objective-C, PHP, Python, Ruby, Rust

## Belege
1. 1 2  grpc.io
2. ↑  gRPC Overview
3. ↑  Supported languages and platforms. Abgerufen am 12. August 2020 (amerikanisches Englisch).